# Вяз Валлиха
Вяз Валлиха (лат. Ulmus wallichiana) — растение; вид рода Вяз семейства Вязовые. Дерево названо в честь датского ботаника Натаниэла Валлиха.

## Ботаническое описание
Дерево высотой до 30 м с раскидистой кроной. Кора серовато-коричневая, продольно-бороздчатая. Листорасположение двухрядное супротивное. Листья двупильчатые, короткочерешковые (6-10 мм), простые, цельные, крупные, эллиптически заострённые,  <13 см в длину и 6 см в ширину. Жилкование сетчатое, перистонервное. Соцветие — кисть, небольшая красноватая. Плод - крылатка, обычно округлый, <13 мм в диаметре, на ножке длиной 5 мм.

## Распространение и среда обитания
Первоначальный ареал был довольно обширный, включал горные районы Афганистана, Индии, Непала и Пакистана. В настоящее время отнесён к категории растений, находящихся под угрозой исчезновения. Растёт в смешанных широколиственных лесах с дубом и кедром на высоте 800—2000 м над уровнем моря, поднимаясь иногда до 2800 м.

## Вредители и болезни
Дерево обладает высокой устойчивостью к грибку Ophiostoma himal-ulmi, эндемичному для Гималаев и вызывающему там голландскую болезнь вязов. Тем не менее, было установлено, что U. wallichiana является одним из наиболее предпочитаемых вязов для питания и размножения взрослого жука Xanthogaleruca luteola и очень предпочитаемым для питания японского жука Popillia japonica в Соединенных Штатах. Испытания в Италии подтвердили американские результаты, а также выявили умеренно высокую восприимчивость к вязовой желтухе, в то время как в Нидерландах этот вид был также признан восприимчивым к коралловому пятнистому грибку Nectria cinnabarina.

## Использование
Из-за красивого рисунка древесины использовали в мебельной промышленности. Волокнистая кора применялась в производстве верёвок, а листья шли на корм скоту.
Одна из главных причин сокращения численности популяций вяза, это срезание и массовая заготовка ветвей плодоносящих молодых и зрелых деревьев в качестве корма для домашнего скота. Это ограничило плодоношение и привело к гибели насаждений.